# Cerrina Monferrato
Cerrina Monferrato, nota anche come Cerrina (La Srin-a in piemontese), è un comune italiano di 1 269 abitanti della provincia di Alessandria in Piemonte.
Il comune è situato a circa 22 chilometri da Casale Monferrato, e fa parte della Unione dei Comuni della Val Cerrina.

## Origini del nome
Il nome deriverebbe dalla voce longobarda Cerradallum ("luogo ricco di cerri"), ma l'ipotesi è incerta.

## Storia
Il territorio del comune appartenne dal 706 ai vasti possedimenti del Abbazia di Santa Maria di Lucedio, quindi al Vescovato di Vercelli, successivamente al Marchesato del Monferrato e dal 1708 fu annesso ai domini Sabaudi.
Le frazioni di Montalero e di Rosingo sono state comuni autonomi sino all'anno 1928.

### Simboli
Lo stemma del comune di Cerrina è stato concesso con regio decreto dell'8 maggio 1933.

La frazione di Montalero aveva un proprio stemma fino alla sua annessione al comune di Cerrina nel 1928: troncato: nel primo d'oro, all'aquila di nero, coronata dello stesso; nel secondo, d'oro, alla croce scorciata e gigliata di rosso.

## Monumenti e luoghi d'interesse

### Castello di Montalero

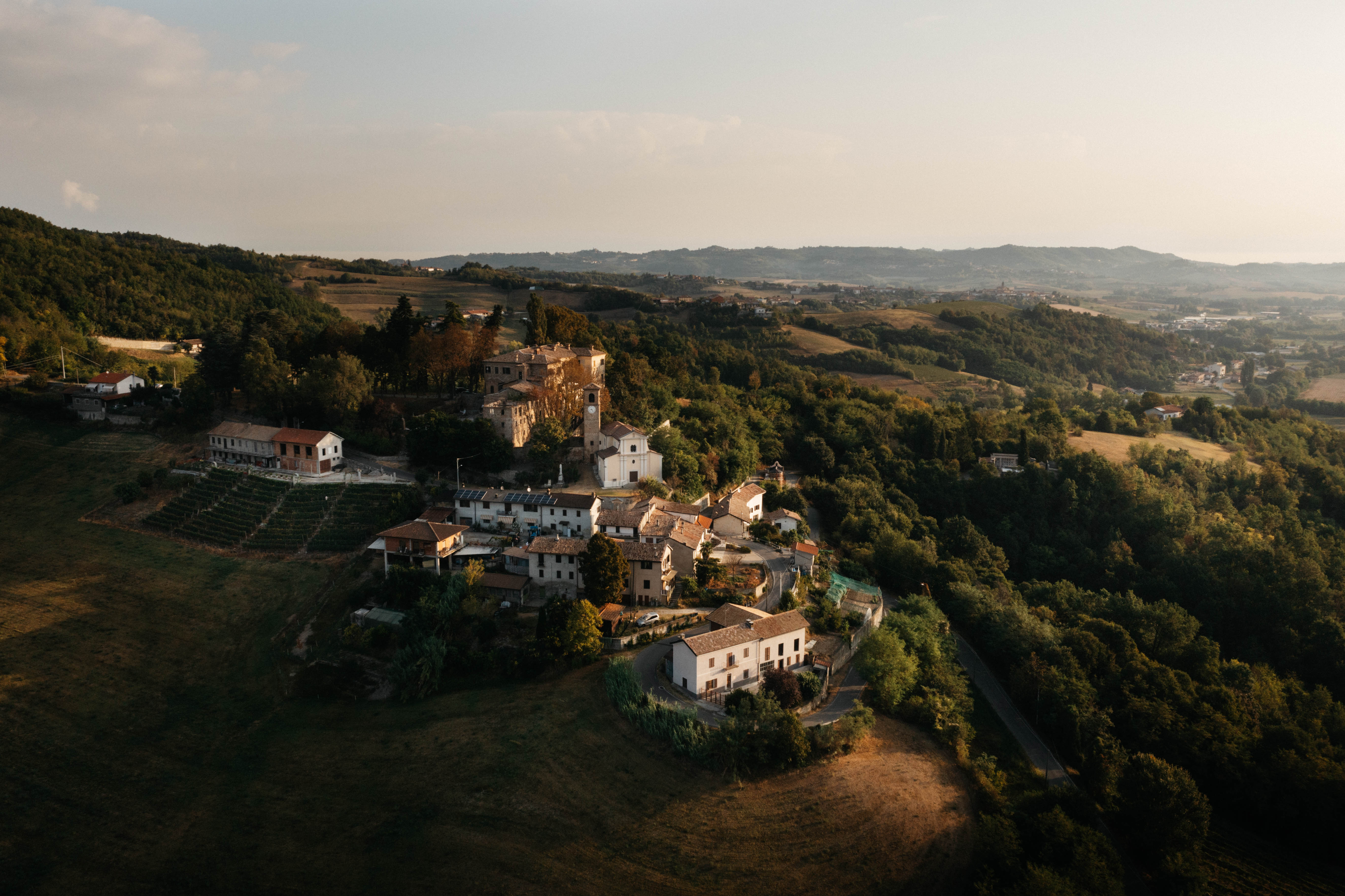
Veduta aerea dell'abitato di Montalero intorno al castello.

Si tratta di un massiccio fabbricato che porta le tracce di molti adattamenti e ristrutturazioni. Sorse intorno al Mille come casaforte sulla Valle Cerrina, in località denominata "Mons Laurus", poi diventata "Montalerius" e già citato in un diploma del 1070. Nel 1388 i Montaleri, signori del luogo, furono investiti del maniero, che ristrutturarono, e presero nome dalla località medesima.
 Il castello, dopo varie vicissitudini familiari e anche finanziarie pervenne nel 1634 alla famiglia Mazzetti di Chieri, già marchesi di Frinco e nel 1795, con il matrimonio dell'ultima erede femminile, alla famiglia alessandrina dei Calcamuggi, legata alla corte dei Savoia, sino all'anno 1894, data di morte dell'ultimo erede maschio, senza eredi diretti.
 Dopo svariati passaggi di proprietà, con annesse vendite di terreni ed arredi interni, nonché danni dovuti al tempo, negli ultimi venti anni il maniero è stato acquisito dai fratelli Mietto di Casale Monferrato e ristrutturato, adibito a galleria di antiquariato ed in parte a ristorante.
Interessanti sono le parti più antiche, un elegante pozzo nel cortile ed un fresco parco.

### Casa forte
Nella piazza principale del centro storico di Cerrina, tra la parrocchiale dedicata ai Santi Nazario e Celso e il municipio, svetta una massiccia casa forte con finestre ogivali decorate in cotto, di probabile origine trecentesca.

## Società

### Evoluzione demografica
Abitanti censiti

## Amministrazione
Di seguito è presentata una tabella relativa alle amministrazioni che si sono succedute in questo comune.
| Periodo        | Periodo          | Primo cittadino     | Partito                                       | Carica  | Note   |
| -------------- | ---------------- | ------------------- | --------------------------------------------- | ------- | ------ |
| 8 maggio 1987  | 23 maggio 1990   | Aldo Visca          | lista civica                                  | Sindaco | [ 11 ] |
| 23 maggio 1990 | 24 aprile 1995   | Aldo Visca          | Partito Socialista Italiano                   | Sindaco | [ 11 ] |
| 24 aprile 1995 | 14 giugno 1999   | Aldo Visca          | centro                                        | Sindaco | [ 11 ] |
| 14 giugno 1999 | 14 giugno 2004   | Aldo Visca          | lista civica                                  | Sindaco | [ 11 ] |
| 14 giugno 2004 | 8 giugno 2009    | Pier Valentino Piva | lista civica                                  | Sindaco | [ 11 ] |
| 8 giugno 2009  | 26 maggio 2014   | Aldo Visca          | lista civica Insieme per il futuro di Cerrina | Sindaco | [ 11 ] |
| 26 maggio 2014 | 14 novembre 2020 | Aldo Visca          | lista civica Insieme per il futuro di Cerrina | Sindaco | [ 11 ] |
| 3 ottobre 2021 | in corso         | Marco Cornaglia     | lista civica Cerrina Monferrato in comune     | Sindaco | [ 11 ] |

## Galleria d'immagini

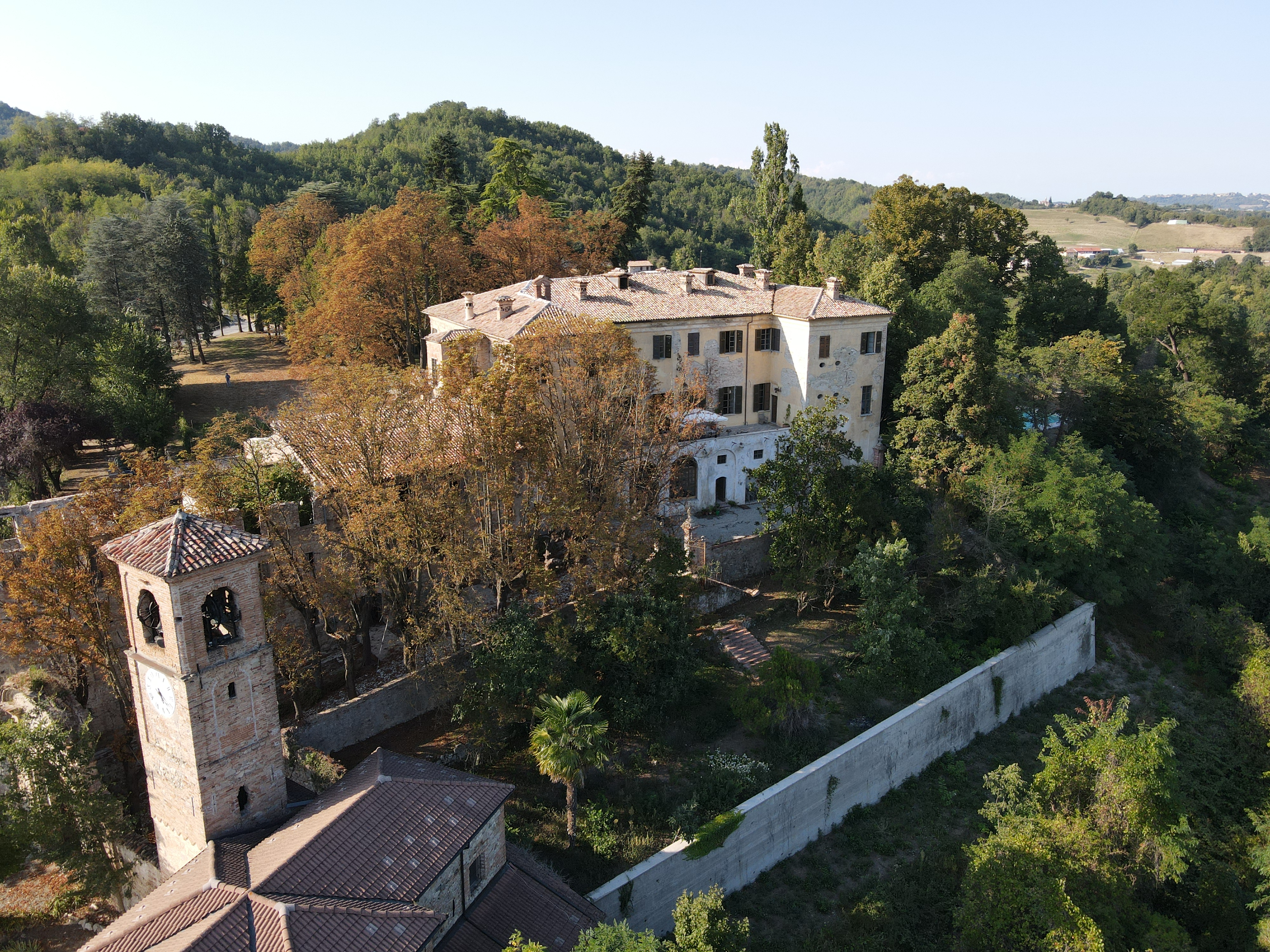
Castello di Montalero

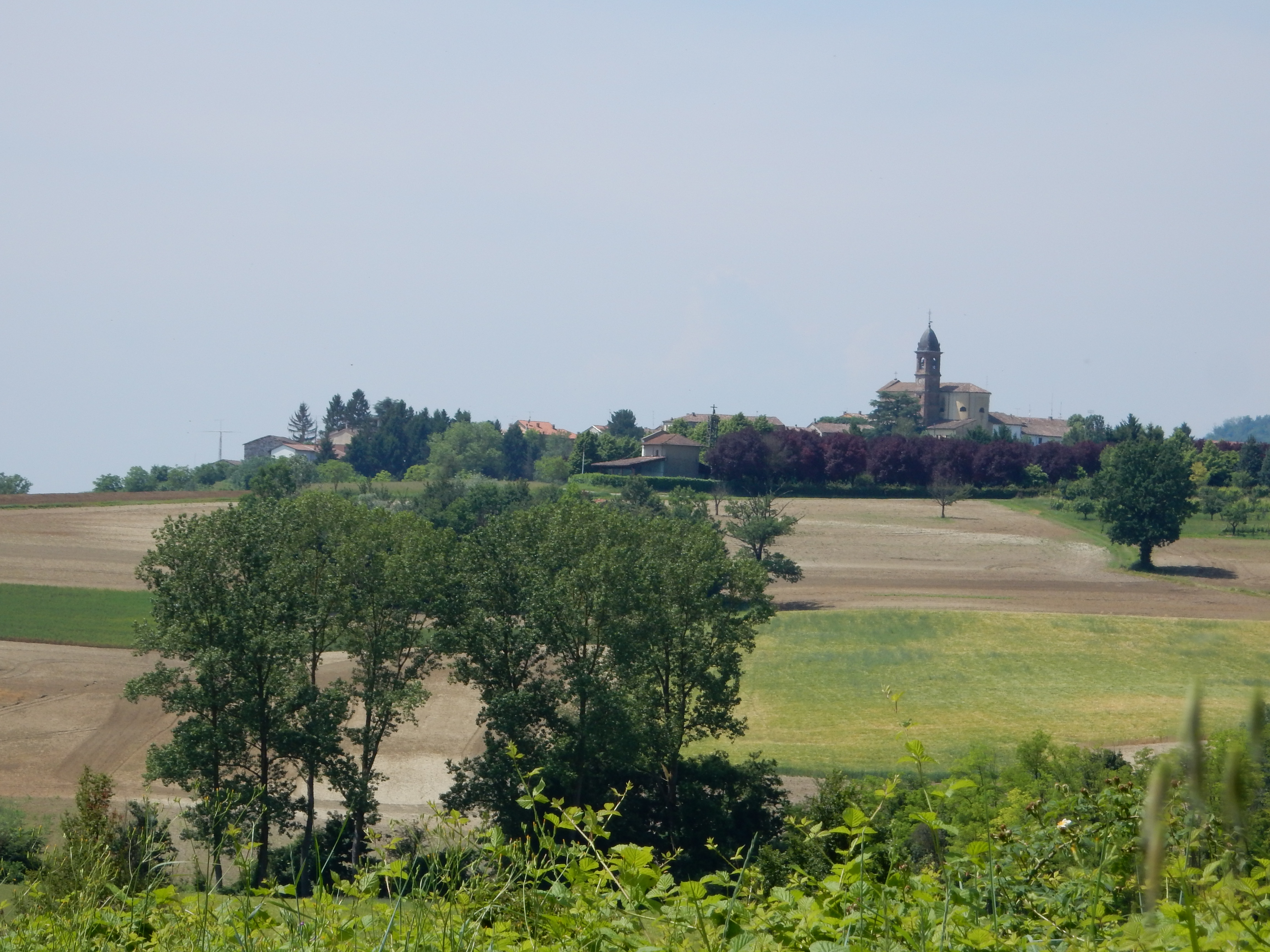
Abitato di Cerrina visto da Pozzengo
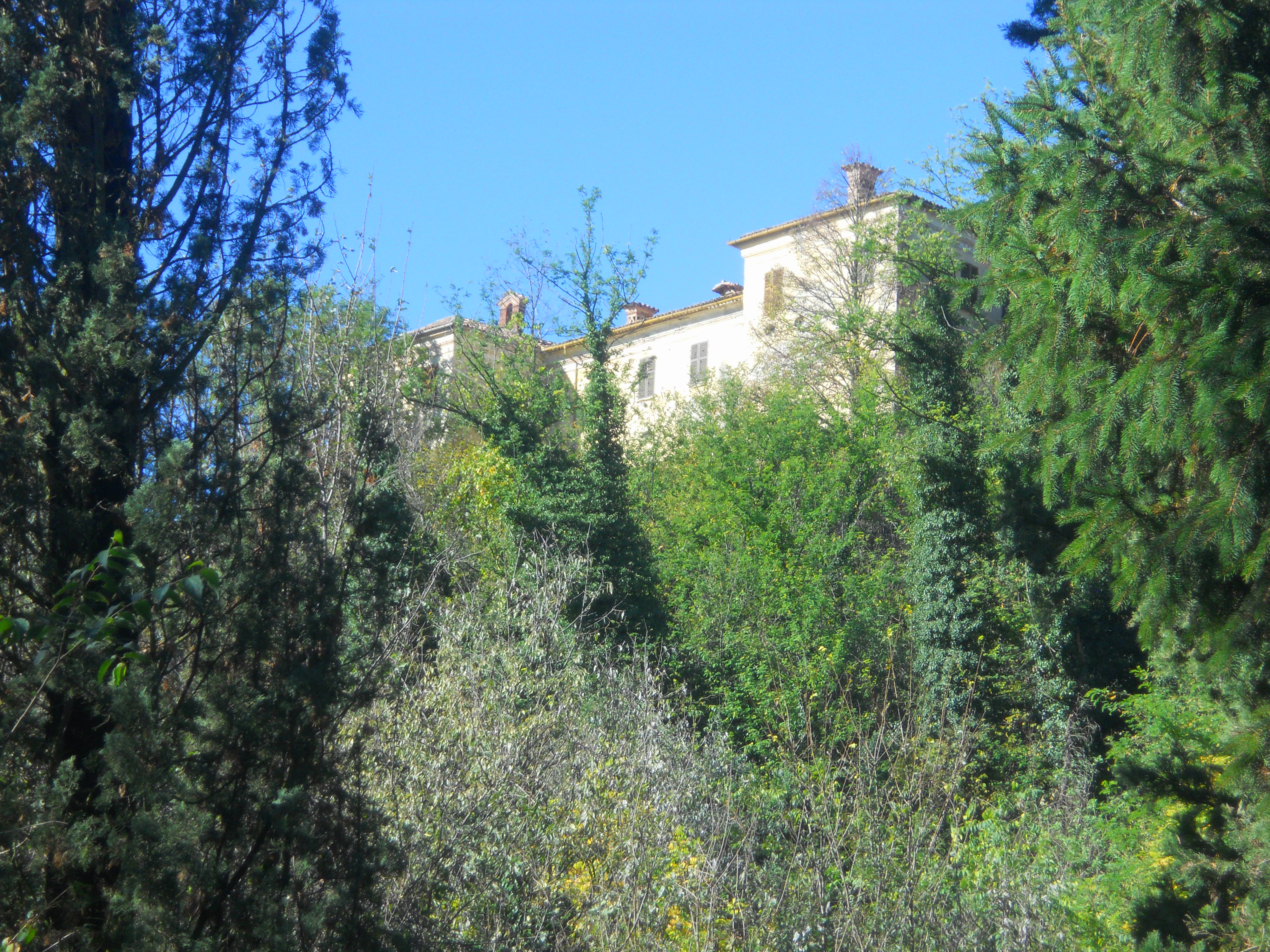
Veduta castello della frazione di Montalero
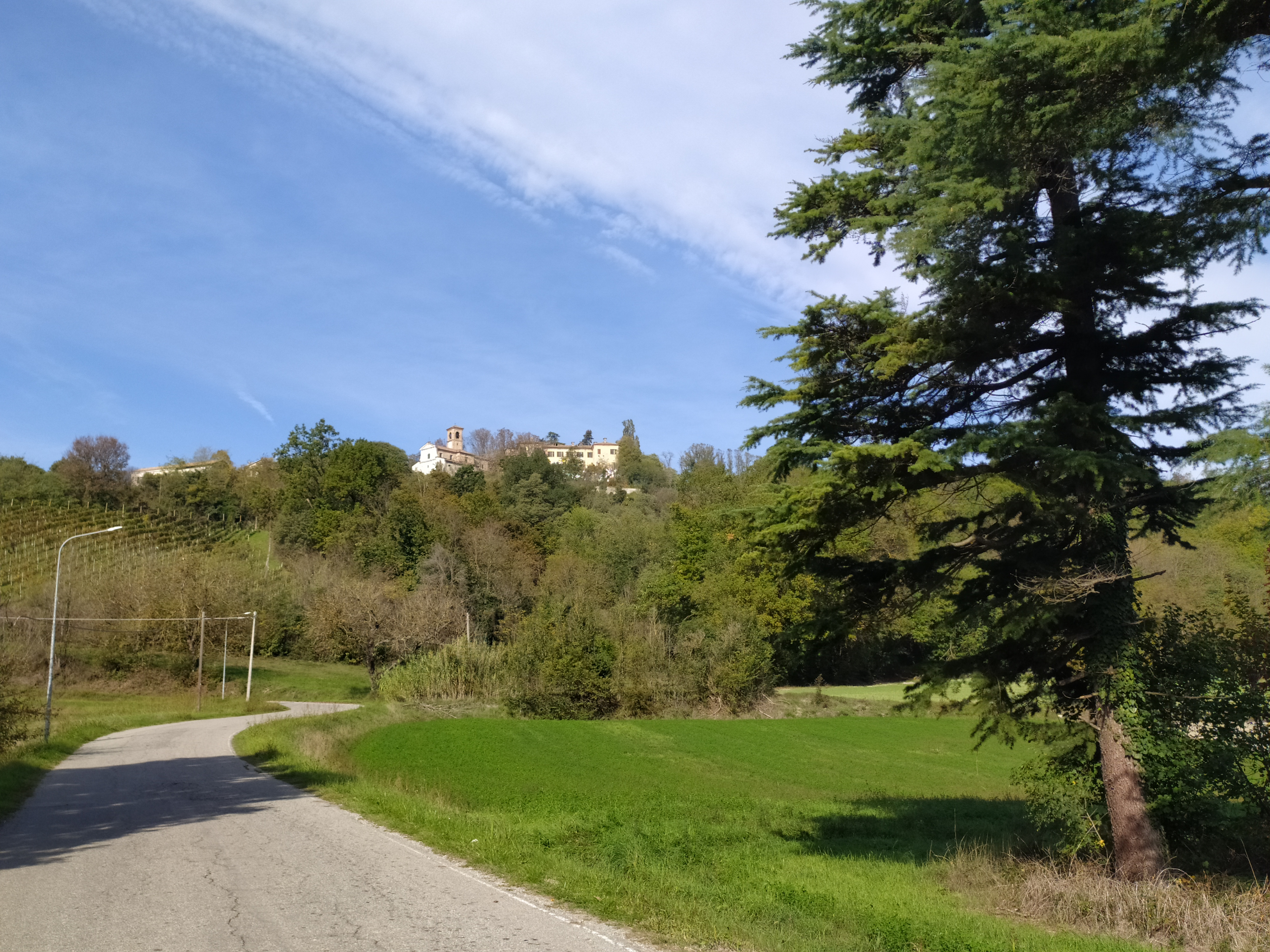
Veduta di Montalero dalla frazione Fontanina